# White Zombie
White Zombie (в переводе с англ. — «Белый Зомби») — американская метал-группа, основанная в Нью-Йорке в 1985 году. В начале своей карьеры команда играла нойз-рок, но приобрела известность в качестве одних из пионеров грув-метала. Отличительной особенностью коллектива является лирика, основанная на кинематографе, в частности на фильмах ужасов категории B.
Группа официально распалась в 1998 году, почти сразу после выпуска Робом сольного альбома Hellbilly Deluxe. В 2000 White Zombie были включены в VH1 «100 Greatest Artists of Hard Rock» под номером 56.

В феврале 2011 года Роб Зомби в интервью для RockAAA сказал, что White Zombie никогда не воссоединится: 
Я не вижу смысла. Я думаю, что как и с большинством вещей у людей остались воспоминания типа «Я видел их, когда мне было 14 лет, и круче этого ничего не было», но если они увидят нас сейчас, то, скорее всего, подумают: «Лучше бы я не видел этого реюниона, это ужасно». Лучше оставаться одному, и я не разговаривал ни с кем из группы, кроме (барабанщика) Джона Темпесты, в течение пятнадцати лет.

## История группы

### Ранние годы
Идея создать группу пришла к вокалисту и арт-директору Робу Зомби в то время, когда он учился в Parsons School of Design в 1985 году. Вместе со своей подружкой Шоной Айсолт он начал собирать музыкальный коллектив. Айсолт вместе с барабанщиком Айваном де Прюме играла на клавишных в группе LIVE, но группа распалась. Пол Костэби владел студией, которую сдавал в аренду разным группам. Когда Айсолт познакомилась с ним, она попросила его научить её играть на бас-гитаре. Взяв в группу барабанщика Питера Ландау, группа начала записывать песни. Первый мини-альбом группы Gods on Voodoo Moon вышел 18 октября 1985 года через их независимый лейбл Silent Explosion. Было выпущено 300 копий, но продано было лишь 100; оставшиеся 200 копий группа хранит до сих пор.
В 1986 году Зомби приглашает в группу своего соседа по колледжу Тима Джеффса на место Костэби, Айсолт же берет де Прюма на место Ландау. В это же время группа начинает давать концерты, дебют состоялся в клубе CBGB 28 апреля. В этом же году группа выпускает второй мини-альбом Pig Heaven, который был записан в студии 6/8 Studios. В эту же сессию были записаны песни «Follow Wild», «Rain Insane», «Paradise Fireball» и «Red River Flow», которые так и остались невыпущенными. После небольшого тура на место Джеффса приходит Том Гуей, или Том 5. Группа переиздает Pig Heaven с другой обложкой и с Том 5 на гитаре.
В мае 1987 года выходит очередной мини-альбом Psycho-Head Blowout. А чуть позже выходит первый полноценный студийный альбом группы Soul-Crusher. Джон Риччи заменяет Тома 5 после выпуска альбома.
Через год группа подписывает контракт с лейблом Caroline Records, прекратив существование собственного лейбла. Второй студийный альбом Make Them Die Slowly выходит в феврале 1989 года. Альбом становится музыкальном сдвигом для группы: если ранние записи звучали как нойз-рок, то в новом альбоме появилось четкое звучание альтернативного метала. В этом альбоме Роб впервые был указан как Зомби, а не Роб Стракер.
После того, как альбом был закончен, Джон Риччи был вынужден покинуть группу, так как у него обнаружился синдром запястного канала. Его заменил Джей Юенджер, или просто «J», принёсший новое звучание группе. Это можно заметить в мини-альбоме God of Thunder, в котором была перезаписана одна из песен альбома.

### Успех и признание
После этого группа начала поиски нового лейбла и даже организовала контакт с RCA Records, но группа подписала контракт с крупным лейблом Geffen Records. Майкл Алэго, представитель лейбла, заинтересовался группой после того, как послушал альбом God of Thunder и сходил на концерт в клубе Pyramid Club. Выступление ему понравилось, хоть группа и играла в основном свой ранний материал. При помощи Джима Тёрлуэлла группа записала демозапись, после чего подписала контракт с Geffen Records.
17 марта 1992 года выходит третий альбом группы La Sexorcisto: Devil Music Volume One, который получил положительные отзывы критиков, а группа признание от слушателей. Затем White Zombie отправились в большой тур, который продлился два с половиной года и помог группе стать культовой. Во время тура Айван де Прюм решил покинуть группу, чтобы стать продюсером/инженером и сессионным барабанщиком, и открыл свою студию Burningsound. Его заменил Фил Буерстэйтт. Музыкальный видеоклип на песню «Thunder Kiss '65» был очень популярным на канале MTV. Популярное шоу «Бивис и Баттхед» постоянно крутило клипы группы, повышая их популярность. В конце 1993 года RIAA дала альбому золотой статус. В конце тура, в декабре 1994 года, прекратились отношения между Зомби и Айсолт, а альбом La Sexorcisto получил платиновый статус. У дуэта начались музыкальные разногласия, Буерстэйтт покинул группу, а на его место был взят Джон Темпеста, известный своим участием в группах Exodus и Testament. В 1995 году, вышел последний альбом группы Astro Creep: 2000 с заглавным синглом «More Human than Human». Год спустя вышел альбом ремиксов Supersexy Swingin' Sounds, группа записала песню для фильма «Бивис и Баттхед уделывают Америку», после чего White Zombie прекратили своё существование.

## Участники группы
| Последний состав - Роб Зомби — вокал (1985—1998) - Шона Айсолт — бас-гитара (1985—1998) - Джей Юенджер — гитара (1989—1998) - Джон Темпеста — ударные, перскуссия (1994—1998) | Бывшие участники - Пол Костэби — гитара (1985—1986) - Питер Ландау — ударные, перскуссия (1985—1986) - Айван де Прюм — ударные, перскуссия (1986—1992) - Тим Джеффс — гитара (1986) - Том 5 — гитара (1986—1988) - Джон Риччи — гитара (1988—1989) - Фил Буерстэйтт — ударные, перскуссия (1992—1994) |

## Дискография
- Soul-Crusher (1987)
- Make Them Die Slowly (1989)
- La Sexorcisto: Devil Music Volume One (1992)
- Astro Creep: 2000 (1995)